# Route 17A (Ontario)
Pour les articles homonymes, voir Route 17A.
La route 17A est une route auxillaire de la route 17 contournant la ville de Kenora par le nord. Elle relie la route 17 à l'ouest et à l'est de Kenora, la Route 17 allant directement dans Kenora. Elle possède une longueur de 33.5 kilomètres. Même si elle ne fait pas partie de la route transcanadienne, elle est plus empruntée que la Route 17, la route transcanadienne. 

## Annexes

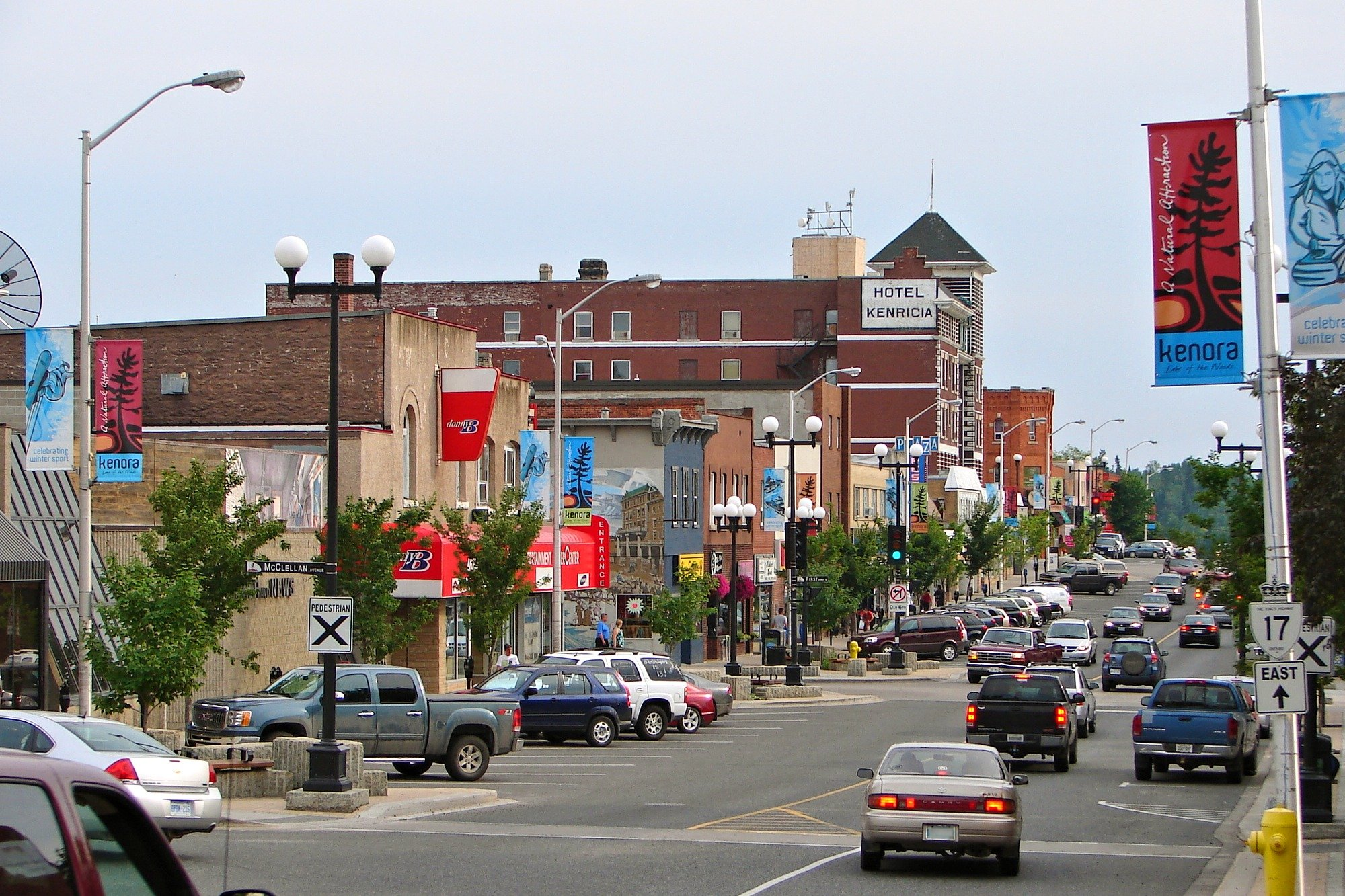
La route 17A sert de route de contournement de Kenora, tandis que la route 17 (photo) traverse le centre-ville.